# SN 1999fi
SN 1999fi – supernowa typu Ia odkryta 3 listopada 1999 roku w galaktyce A022811+0043. W momencie odkrycia miała maksymalną jasność 24,10m.